# Frixa
Frixa (grec antic: Φρίξα) era una antiga ciutat de Trifília, districte de l'Èlida, situada a la riba esquerra del riu Alfeu, a 30 estadis d'Olímpia, segons que diuen Estrabó i Esteve de Bizanci. Era una de les sis ciutats fundades pels mínies als territoris ocupats pels caucons.
Apareix poques vegades a la història, però va compartir la sort de les altres ciutats de Trifília. Xenofont l'esmenta durant la guerra entre Elis i Esparta i els seus aliats, dirigida pel rei espartà Agis II cap a l'any 400 aC. Quan acabaren les hostilitats, Elis va perdre el control de Frixa i d'altres ciutats de Trifília. També en parla Polibi, que diu que l'any 218 aC la va conquerir Filip V de Macedònia quan va entrar a Trifília.
Pausànias diu que estava situada damunt d'un turó punxegut davant del riu Leucànies, un afluent de l'Alfeu, vora un gual d'aquest darrer riu. Aquest turó era visible de molts de punts i per això la ciutat va rebre també el nom de Φαιστός, Faistós ('que es mostra', 'visible'). En temps de Pausànias (segle ii), la ciutat estava en ruïnes, i hi descriu un temple dedicat a Atena.